# Aptonio di Angoulême
Aptonio (... – Angoulême, VI secolo) è stato vescovo di Angoulême nella metà del VI secolo, venerato come santo dalla Chiesa cattolica.

## Biografia
Il più antico catalogo episcopale di Angoulême, risalente al X secolo, pone Aptonio come terzo vescovo della diocesi, preceduto da Ausonio, venerato come protovescovo, e da un anonimo, il cui nome è stato cancellato nella pergamena originale. Storicamente sono documentati altri due vescovi tra Ausonio e Aptonio, assenti nel catalogo, ossia Dinamio e Lupicino.
L'episcopato di Aptonio iniziò tra il 541 e il 542. Infatti il suo predecessore Lupicino era ancora in vita il 14 maggio 541, quando si fece rappresentare dal presbitero Chierio, forse perché anziano o ammalato, al concilio di Orléans. Secondo la Vita di Sant'Eparchio, coeva all'epoca in cui è vissuto Aptonio, l'eremita Eparchio fu ricevuto dal vescovo di Angoulême nel 542, epoca in cui Aptonio era dunque già succeduto a Lupicino.
Aptonio prese parte al concilio di Orléans del 28 ottobre 549. Ed è ancora documentato nella Vita di Sant'Eparchio nel 558.
Alcuni documenti di poco valore storico menzionano il vescovo Aptonio. La Historia pontificum et comitum Engolismensium racconta che Aptonio era cappellano alla corte di Clodoveo I (481-511), e che un suo intervento miracoloso a favore del re gli valse come ricompensa l'episcopato sulla sede di Angoulême. Invece una Vita leggendaria e piena di dati anacronistici, databile al XII secolo, racconta che Ausonio e Aptonio erano due fratelli gemelli, nati nel territorio di Saintes, battezzati da san Marziale di Limoges in occasione di un suo viaggio nel territorio; negli anni successivi Marziale incaricò i due fratelli dell'evangelizzazione della regione di Angoulême, e in seguito consacrò Ausonio primo vescovo della città; questi fu massacrato dai Vandali a cui aveva aperto le porte della città, e a lui succedette il fratello Aptonio. Questi racconti hanno indotto alcuni autori, tra cui Gams e Gallia christiana, a introdurre nella cronotassi di Angoulême altri due vescovi di nome Aptonio, uno vissuto nel IV secolo successore di Ausonio, e l'altro immediatamente precedente a Lupicino, agli inizi del VI secolo.

## Culto
L'odierno Martirologio Romano, riformato a norma dei decreti del concilio Vaticano II, ricorda il santo vescovo il 26 ottobre con queste parole: